# Jan Beffinger
Jan Beffinger (1902–1977) - inżynier i naukowiec polskiego pochodzenia, agent wywiadu angielskiego podczas II wojny światowej na Cyprze, zamieszkały później w Południowej Rodezji (dzisiejsze Zimbabwe). Zmarł na Teneryfie na Wyspach Kanaryjskich.  
Uzyskał stopień doktora na Politechnice Lwowskiej. Przed II wojną światową pracował w przemyśle tytoniowym w Polsce, Francji, Niemczech i we Włoszech, zajmując się głównie zagadnieniami fermentacji tytoniu. Opracował i opatentował metodę przyspieszonej fermentacji tytoniu w komorach fermentacyjnych. Po wojnie uzyskał obywatelstwo brytyjskie.
Jako pierwszy na świecie zaproponował w 1953 roku teorię naukową, że rak płuca powodowany paleniem papierosów jest wynikiem kwaśnego środowiska dymu papierosowego, spowodowanego z kolei brakiem naturalnej fermentacji liścia tytoniu podczas suszenia. Beffinger odkrył we własnym laboratorium w Kenii, że dym z tytoniu naturalnie fermentowanego (suszonego) jest zasadowy, podczas kiedy dym papierosowy z tytoniu sztucznie suszonego w fabrykach przez przedsiębiorstwa tytoniowe na bazie patentu Proctor miał bazę kwaśną, tj. skrajnie agresywną dla płuc palaczy. Ponadto, fermentacja usuwała większość rakotwórczych składników z tytoniu. Raporty na ten temat, poparte badaniami, Beffinger publikował na własny koszt do końca życia. Philip Morris wydał setki tysięcy dolarów na sabotaż badań dr. Beffingera.